# Lawrence William York
Lawrence William York OSB (* 1687 in London, Königreich England; † 14. April 1770 in St. Gregory’s College, Douai, Frankreich) war ein englischer Geistlicher.
York wurde am 28. Dezember 1705 in den Benediktinerorden aufgenommen und am 18. Dezember 1711 zum Priester für den Benediktinerorden geweiht. Von 1721 bis 1725 war er in St. Edmunds, Paris und danach bis 1729 in St. Gregorys, Douai. Ab 1730 wurde er in die Mission nach Bath, Somerset, gesendet.
Papst Benedikt XIV. ernannte York am 13. Mai 1741 zum Koadjutor-Apostolischen Vikar des Western District und Titularbischof von Nebbi. Am 22. Mai 1750 starb sein Vorgänger Pritchard und er folge als Apostolischer Vikar nach. Am 10. August 1741 weihte Louis Charles de Saint-Albin, Erzbischof zum Cambrai, ihn in St. Gregorys, Douai, zum Bischof. Papst Clemens XIII. nahm am 11. Juli 1763 seinen Rücktritt an.
Ein Porträt von ihn hängt im Refektorium der Downside Abbey.